# Diospyros argentea
Diospyros argentea är en tvåhjärtbladig växtart som beskrevs av William Griffiths. Diospyros argentea ingår i släktet Diospyros och familjen Ebenaceae. Inga underarter finns listade i Catalogue of Life.